# Мистлан (муниципалитет)
Мистла́н (исп. Mixtlán) — муниципалитет в Мексике, в штате Халиско, с административным центром в одноимённом посёлке. Численность населения, по данным переписи 2020 года, составила 3638 человек.

## Общие сведения
Название Mixtlán с языка науатль можно перевести как: место облаков.
Площадь муниципалитета равна 631 км², что составляет 0,8 % от общей площади штата, а наиболее высоко расположенное поселение Рафаэль-Мартинес-Гомес находится на высоте 1890 метров.
Мистлан граничит с другими муниципалитетами штата Халиско: на севере с Гуачинанго, на востоке с Амекой и Теколотланом, на юге с Атенго и Атенгильо, и на западе с Маскотой.

## Учреждение и состав
Муниципалитет был образован 20 октября 1938 года, по данным 2020 года в его состав входит 36 населённых пунктов, самые крупные из которых:
| Код INEGI                  | Населённый пункт                                                                 | Численность населения (2005 год) | Численность населения (2010 год) | Численность населения (2020 год) |
| -------------------------- | -------------------------------------------------------------------------------- | -------------------------------- | -------------------------------- | -------------------------------- |
| 062                        | Всего                                                                            | 3279                             | 3574                             | 3638                             |
| 0001                       | Мистлан (исп. Mixtlán) 20°26′26″ с. ш. 104°24′32″ з. д. (административный центр) | 1424                             | 1538                             | 1710                             |
| 0012                       | Ла-Лаха (исп. La Laja) 20°35′09″ с. ш. 104°31′35″ з. д.                          | 760                              | 833                              | 830                              |
| 0019                       | Эль-Ольехо (исп. El Hollejo (Tío Cleto)) 20°38′19″ с. ш. 104°30′18″ з. д.        | 192                              | 248                              | 232                              |
| 0010                       | Куютлан (исп. Cuyutlán) 20°31′48″ с. ш. 104°31′34″ з. д.                         | 284                              | 315                              | 222                              |
| 0054                       | Эмилиано-Сапата (исп. Emiliano Zapata) 20°40′03″ с. ш. 104°32′04″ з. д.          | 116                              | 159                              | 184                              |
| —                          | Прочие                                                                           | 503                              | 481                              | 460                              |
| Названия на карте Генштаба |                                                                                  |                                  |                                  |                                  |

## Экономическая деятельность
По статистическим данным 2000 года, работоспособное население занято по секторам экономики в следующих пропорциях:
- сельское хозяйство, животноводство и рыбная ловля — 46,3 %;
- промышленность и строительство — 20,2 %;
- торговля, сферы услуг и туризма — 32,9 %;
- безработные — 0,6 %.

## Инфраструктура
По статистическим данным 2020 года, инфраструктура развита следующим образом:
- электрификация: 99 %;
- водоснабжение: 90,4 %;
- водоотведение: 95,8 %.